# Birminghamgambiet
Het Birminghamgambiet is bij het schaken een variant van de Sokolsky-opening, die te vinden is onder de schaakopening flankspel.
Het kent de volgende openingszetten: 1.b4 c5. Wit vervolgt meestal de partij met 2. bxc5, en accepteert daarmee het gambiet. Zwart vervolgt gewoonlijk met 2… e5 met als doel om de pion terug te winnen door met de loper c5 te slaan. 3. Lb2 is nu een denkbare zet voor wit, waarbij de e5-pion wordt aangevallen. Na 3… Pc6 en 4. Pf3 is het mogelijk voor zwart om 4… Lxc5 te spelen, omdat het pakken van de e5-pion een blunder veroorzaakt. Bij 5. Pxe5?? volgt namelijk 5… Lxf2+!, de geforceerde zet 6. Kxf2 en 6… Db6+, waarna de loper op b2 valt. Als wit 3. Lxe5?? speelt en dus niet met het paard maar met de loper slaat, volgt 5… Pxe5, 6. Pxe5 en 6… Ld4 met een vork op toren en paard.
De bijbehorende ECO-code van het Birminghamgambiet is A00.